# Alfa Romeo V6 Busso
Alfa Romeo V6 "Busso" è una famiglia di motorizzazioni benzina con architettura V6 per uso automobilistico prodotti a partire dal 1979 al 2004 dalla casa automobilistica italiana Alfa Romeo. La nomenclatura deriva dal nome del suo progettista Giuseppe Busso.

## Contesto

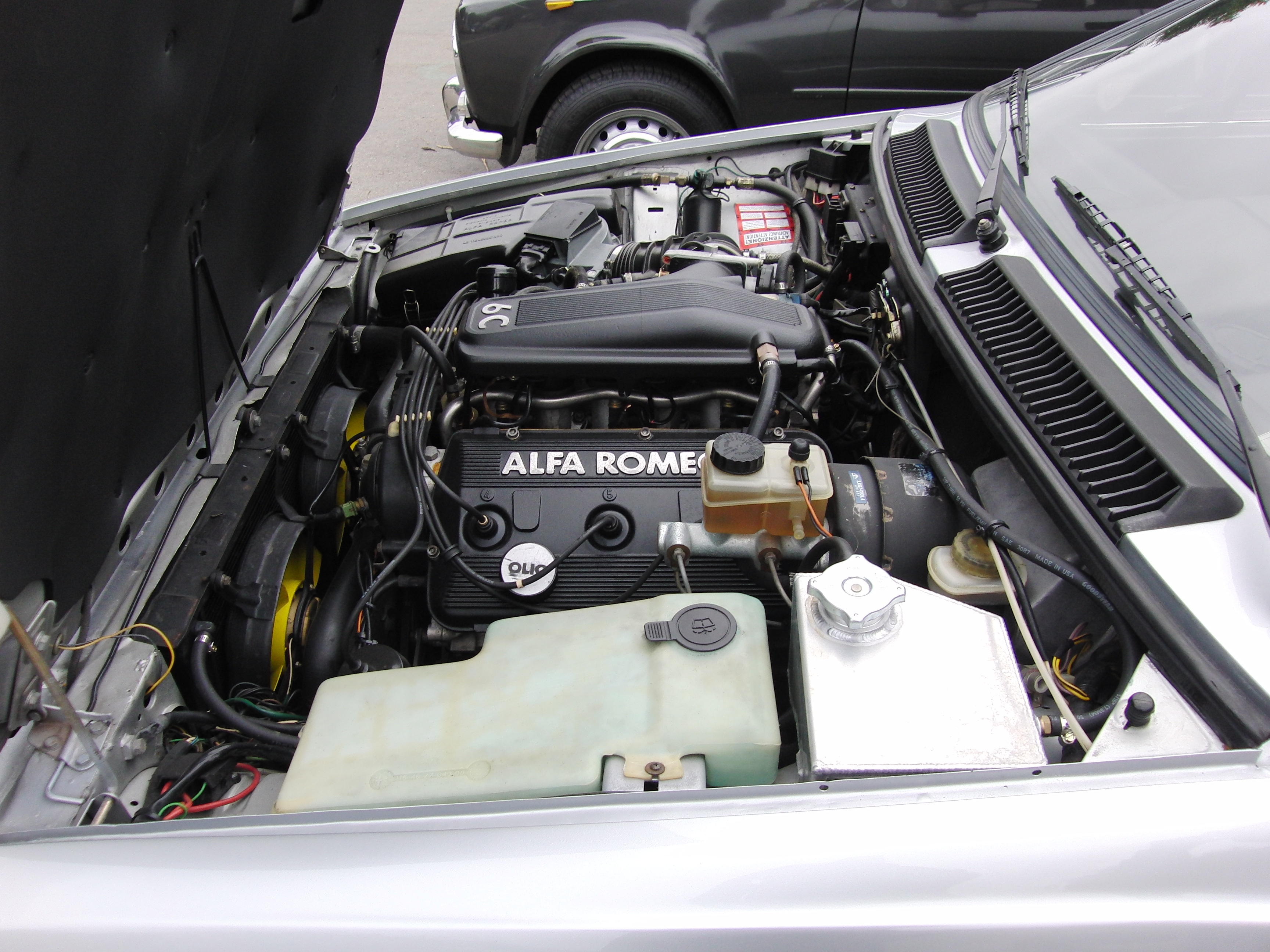
2,5 litri V6 su Alfetta GTV6

Il V6 Alfa nasce dalla necessità di adottare un motore di cilindrata e potenza maggiore per l'ammiraglia che sostituisce la 2600, dal nome in codice "progetto 119" in seguito denominata Alfa 6 ed anche a causa della continua crescita dimensionale delle vetture, perciò a tale scopo era necessario il passaggio ad un motore con architettura a 6 cilindri. Tuttavia l'esperienza maturata dalla casa durante gli anni cinquanta con il motore in linea a sei cilindri, che causava dei problemi torsionali dell'albero a gomiti che limitavano il potenziale prestazionale del motore, suggerì di studiare un'unità con i cilindri disposti a V tra l'altro più compatto e facilmente installabile in un vano motore senza dover ricorrere a lunghi sbalzi anteriori della vettura che, a parità di lunghezza del veicolo, si sarebbero tradotti in riduzione dell'abitabilità longitudinale della vettura. Come già aveva dimostrato con successo la prima creazione fatta da Francesco De Virgilio sulle Lancia Aurelia del 1950 da cui Giuseppe Busso ha ricalcato la medesima architettura e inclinazione delle bancate e disegno albero motore per creare questo nuovo motore Alfa Romeo dopo oltre 20 anni.
Il progetto del motore ebbe un breve periodo di stop nel 1974 a causa della crisi petrolifera-energetica; dopo la crisi il progetto fu rilanciato anche dall'esigenza di produrre berline nella fascia tra i 2 e i 3 litri di cilindrata; da qui nacque l'Alfa 6 nel 1978.
Questo propulsore è catalogato come uno dei migliori motori a benzina aspirati e nello specifico è stato spesso ritenuto come uno dei migliori con architettura V6. Numerosi sono i parametri in cui il Busso è ritenuto eccellente, come nell'erogazione, prestazioni, elasticità, efficienza, affidabilità, e anche nel sound. Per citare un esempio, la rivista EVO magazine ha scritto che l'originale Alfa Romeo V6 è stato il motore 6 cilindri "stradale" con le sonorità migliori mai realizzato.
Si ricordano i riconoscimenti ufficializzati come miglior motore della propria categoria rispettivamente in ordine cronologico al: 3.0 V6 12v, al 2.0 V6 Turbo, al 3.0 V6 24v e per ultimo al 2.5 V6 24v nell'anno 2000.
Il V6 Busso oltre ad equipaggiare le versioni di punta di vari modelli Alfa Romeo, è stato montato anche su modelli al vertice di altre case automobilistiche, per citarne alcuni: Lancia Thema, Lancia K, Lancia Thesis, Fiat Croma, il fuoristrada Rayton Fissore Magnum e persino su sportive come l'Ultima GTR, la Hawk HF Series (che è una replica con telaio tubolare della Lancia Stratos) la DAX e la Gillet Vertigo sports car.

## La prima versione

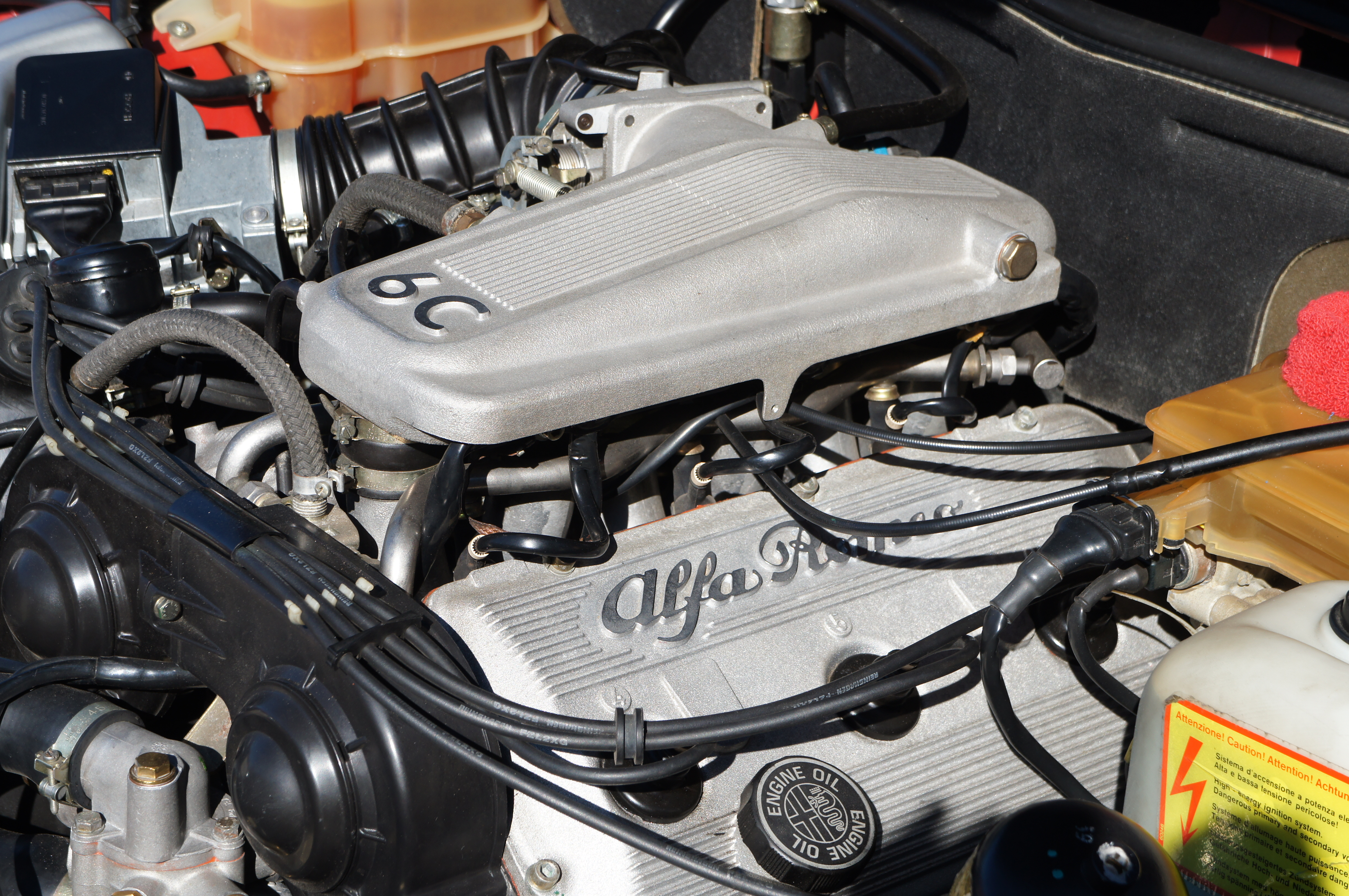
3,0 litri a 12 valvole

Il motore dell'Alfa 6 era un 6 cilindri a V di 60° di 2492 cm³ con un alesaggio di 88 mm e una corsa di 68,3 mm. Come già fatto in precedenza dall'Alfa, questa cilindrata era la base di partenza per motori più grandi e dopo alcuni anni il propulsore crebbe sino a 3 litri.
La soluzione di disporre i cilindri a V di 60° consente di ottenere un motore più corto di un 6 cilindri in linea, che al contempo lo rende compatto e ben equilibrato. L'albero a gomiti poggiava su quattro supporti.
Ecco cosa ricorda di quel periodo il progettista del motore:
(Giuseppe Busso)

## Successive evoluzioni

### 3.0 V6
Il propulsore portato a 3 litri nello specifico aveva una cilindrata di 2959 cm³. Questa versione venne per prima montata sulle Alfa 75 3.0 V6 (188 CV) e successivamente sull'Alfa Romeo SZ con cui si raggiunse l'apice prestazionale in questa precisa configurazione con 207 CV. Lo stesso 3 litri 12 valvole, in versione aggiornata e rivista esteticamente con i noti collettori di aspirazione cromati, fu montato sull'Alfa 164 già dal debutto nel finire del 1987 con una potenza di 192 CV e successivamente nel 1990 in versione potenziata a 200 CV (147 kW) sulla 164 Quadrifoglio (commercializzata per poco più di un anno) che in questa configurazione era in grado di raggiungere i 237 km/h. L'ultima Alfa Romeo equipaggiata con questo propulsore è stata l'Alfa Spider "916"  che al momento del debutto, nel 1995 è stata lanciata con il 3.0 V6 12v da 192 cavalli. Quest'ultima verso la fine del 1998 sostituirà questa unità con il 2.0 V6 Turbo ed il 3.0 V6 24v.

### V6 TURBO
È un propulsore di cui il progettista Giuseppe Busso già dagli anni 80 desiderava la realizzazione. Con l'esigenza concreta anche da parte di Alfa Romeo di dover commercializzare un'unità più potente delle 3 litri senza subire le penalizzazioni fiscali e di confrontarsi con grande soddisfazione con le sportive tedesche ma anche in casa con la "Thema Ferrari", si diede via al suo sviluppo, debuttando nel gennaio 1991 sull'ammiraglia di Arese nella versione più prestazionale di sempre. I punti di forza di questo propulsore erano: potenza, coppia motrice, elasticità, rotondità di funzionamento e la silenziosità di marcia.
Il V6 Turbo, completamente realizzato in getto di alluminio, in pratica è la versione sovralimentata del 3.0 V6 "Busso" di cui i 6 cilindri a "V" di 60° sono stati portati alla cubatura di 1996 cm³. È un motore superquadro. Fu il primo motore a totale gestione elettronica: dotato di sistemi di controllo motore a tecnologia digitale, tra i quali il controllo della detonazione cilindro per cilindro, un‘affinata gestione della sovralimentazione e l'applicazione, in un secondo tempo, dell'acceleratore elettronico. Il frazionamento ha portato ad valore di elasticità superiore ai motori 3 litri, riducendo così anche il tipico "turbo lag" dei sovralimentati a benzina. La sovralimentazione è stata affidata ad una turbina Mitsubishi/Piaggio TD05H raffreddata da intercooler, mentre a partire dal 1992 da una Garrett T25.
L'albero motore presentava sei perni di biella individuali decalati di 60° l'uno dall'altro: una soluzione che consente ottime condizioni di equilibratura.

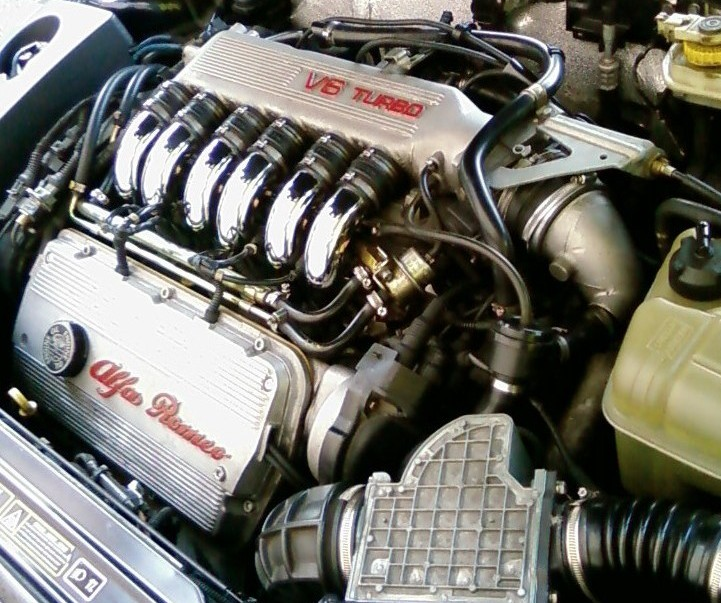
IL V6 Busso Turbo montato su un'Alfa Romeo GTV

Nel 1991 il 2.0 V6 Turbo Alfa Romeo divenne il propulsore di punta della gamma Alfa Romeo, decretato come il miglior propulsore al mondo nella sua categoria. La capacità del motore plurifrazionato di resistere a potenze specifiche molto alte lo ha reso il primo 6 cilindri costruito in serie in grado di erogare potenze specifiche superiori a 102,5 CV/litro (76 kW/litro) arrivando a 105 CV/litro (78 kW/litro) e ben 117 CV/litro con la Gtv V6 TB Alfa Corse da 235 CV. Le prestazioni al momento del debutto erano di 210 CV a 6000 giri (zona rossa a quasi 7000), coppia massima di 29,0 kgm, 30,6 kgm in overboost disponibile già a 2750 giri, 2400 sulla Gtv. Il 2.0 V6 Turbo era dotato di dispositivo overboost che al momento di richiesta di massima accelerazione agendo adeguatamente sul pedale acceleratore, esaltava ulteriormente le prestazioni portando la pressione del turbo a sfiorare 1.0 bar per un tempo determinato dalla centralina.
La 164 2.0 V6 Turbo durante i collaudi sul rettilineo di Marene raggiunse in pieno i 245 km/h effettivi divenendo l'Alfa Romeo stradale più veloce. L'accelerazione da 0 a 100  avviene in circa 7 secondi ed il chilometro da fermo in 26.8 (2 passeggeri, serbatoio 3/4 e 20 kg di zavorra). Negli anni successivi vennero equipaggiate con questo propulsore: la 164 Super "V6 TB" (1992-1997), la Gtv 916 "V6 TB" prima serie (1995-1998) e seconda serie "2.0 V6 TB Lusso" (1998-2000), la Spider 916 "2.0 V6 TB" (1999-2000) e la 166 Super "2.0 V6 TB" (1998-2000).
Nel 2000 è stata cessata la produzione. Le successive normative sull'inquinamento avrebbero reso necessario un adeguamento, ma è noto che vi fossero già varie evoluzioni di questa unità, sviluppate qualche anno prima. I vertici del gruppo non ritenevano economico proseguire con i motori sovralimentati a benzina, i quali comportavano maggiori costi di realizzazione oltre ad esser stati considerati dagli stessi in fase di controtendenza commerciale e sostituibili con gli aspirati 3.0 ed il 3.2 che sarebbe arrivato appena due anni dopo. Tale analisi si rivelò totalmente errata: Alfa Romeo è rimasta per circa un decennio tra gli unici costruttori privi a catalogo di vetture sovralimentate a benzina.
Il 2.0 V6 Turbo, è considerato come l'ultimo motore totalmente Alfa Romeo, in quanto oltre ad esser nato ad Arese e sviluppato ad Arese, fu progettato precedentemente all'acquisizione da parte del Gruppo Fiat, soltanto la messa a punto ed i collaudi saranno successivi ma in totale autonomia, come si evince anche dalla componentistica.
Rimarrà alla storia anche come l'ultimo motore turbo benzina realizzato direttamente dall'Alfa Romeo ed è l'ultimo propulsore su cui Giuseppe Busso lavorò.

### 24 valvole: 2.5 e 3.0

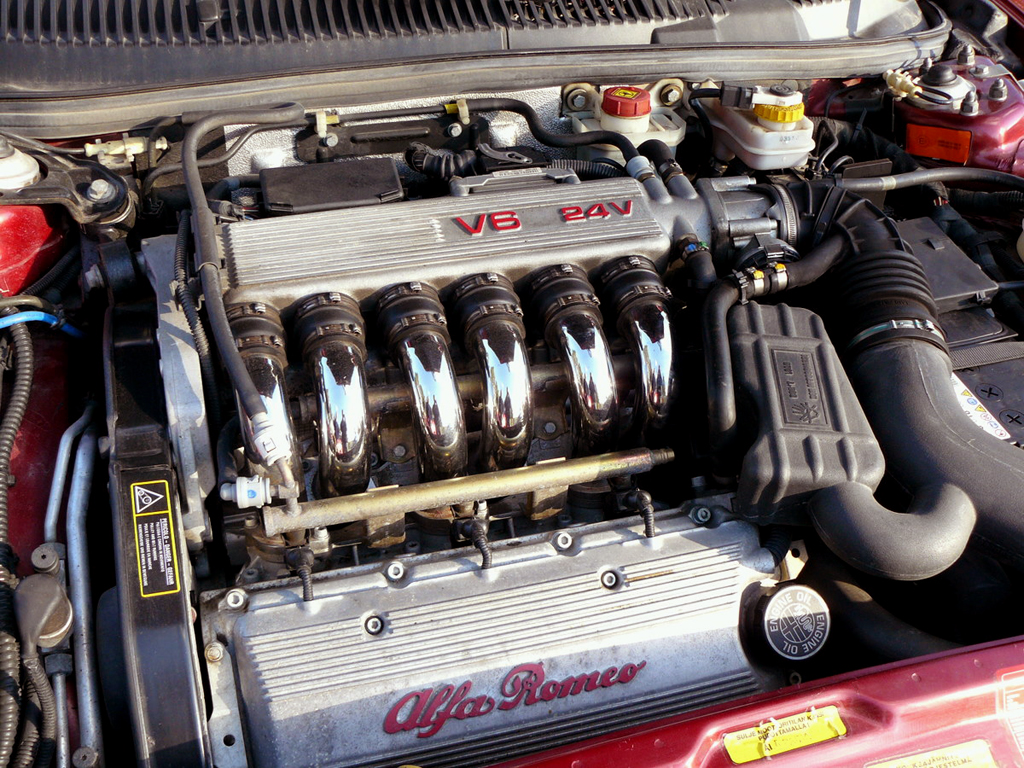
Il 2.5 24 valvole dell'Alfa Romeo 156

Nel 1992 arrivò in produzione il 24 valvole. Il primo multivalvole commercializzato fu il 3.0. Il V6 24 valvole derivò molti degli elementi dal V6 12 valvole, quali il basamento, le canne, l'albero a gomito, la pompa, il filtro e la coppa dell'olio, oltre a vari accessori secondari. Durante lo sviluppo inizialmente emersero delle problematiche si surriscaldamento del 3.0, poi risolte. Realizzati espressamente per il 24 valvole furono i pistoni, le teste dei cilindri in alluminio, gli alberi di distribuzione con il loro sistema di comando, il sistema di gestione ed accensione elettronici, le candele (che avevano, per la prima volta, una durata di 100.000 km) con bobine singole e le valvole. In precedenza si è ricordato come l'angolo fra le valvole del 6 cilindri a 12 valvole era di 46°: per il 24 valvole, tale valore venne ulteriormente ridotto a 37°10'. Un angolo così ridotto tra le valvole permette di ottenere una camera di combustione di superiore compattezza, riducendo le perdite per calore, e condotti di aspirazione dall'andamento verticale rispetto all'asse del cilindro. La maggiore efficienza di aspirazione del V6 24 valvole era evidente a tutte le alzate delle valvole rispetto al V6 12 valvole. Particolare importanza venne data al raffreddamento della testata, creando vie di circolazione dell'acqua per far nascere moti turbolenti in grado di migliorare lo scambio di calore. La distribuzione del V6 24 valvole prevede quattro alberi a camme, comandati da una cinghia dentata con relativo tendicinghia e con un ammortizzatore idraulico, che frena le oscillazioni della cinghia. Gli alberi a camme agiscono sulle valvole tramite bicchierini idraulici, che permettono il controllo automatico del gioco valvole.

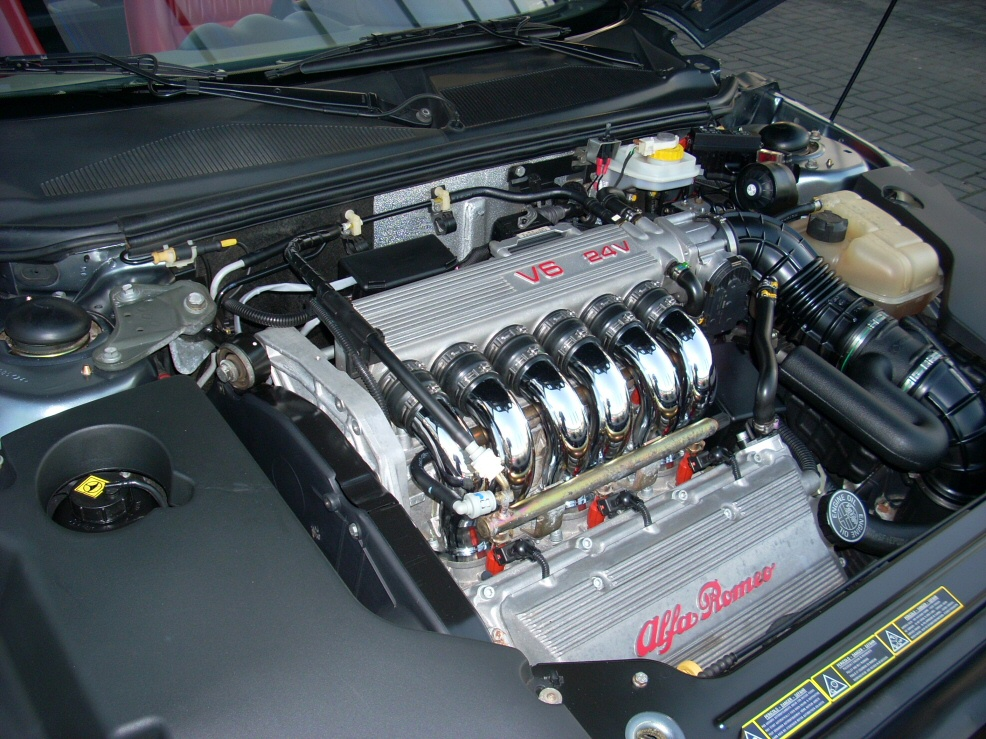
La versione 3.0 24 valvole

Il rinnovato V6 a 4 valvole per cilindro venne realizzato sia, in un secondo momento, con la cilindrata di 2.5 litri con potenza di 190 CV  montato su Alfa 156 e 166, pregiato inoltre del riconoscimento del "Engine of the Year Award 2000" nella sua categoria) sia in versione 3.0 litri. Il 3 litri V6 a 24 valvole al debutto equipaggiava l'Alfa 164 V6 24v con 210 CV e subito dopo le nuove versioni sportive (la Quadrifoglio e la successiva Q4), che arrivarono ad erogare in versione catalizzata rispettivamente 170 kW (232 CV) e 168 kW (228 CV), che permettevano alla 164 Quadrifoglio Verde del 1992 di toccare i 245 km/h di punta. Nel 1991 il 3.0 V6 24v fu montato sul prototipo marciante denominato "164 Proteo", la cui potenza del propulsore per l'occasione era dichiarato a 260 CV. Nel 1997 il 3.0 venne montato sull'Alfa GTV con potenza di 220 CV (euro2) e nel 1998 con 218 CV (euro3), che con la possibilità di adottare un kit aerodinamico specifico sfiorava i 250 km/h. Nel 1998 il 3.0 sull'Alfa 166 erogava 228 CV permettendogli una velocità massima di 243 km/h e nel 1999 sull'Alfa Spider (916) fu montato in versione Euro 3 da 218 CV.

### 3.2 V6 24v

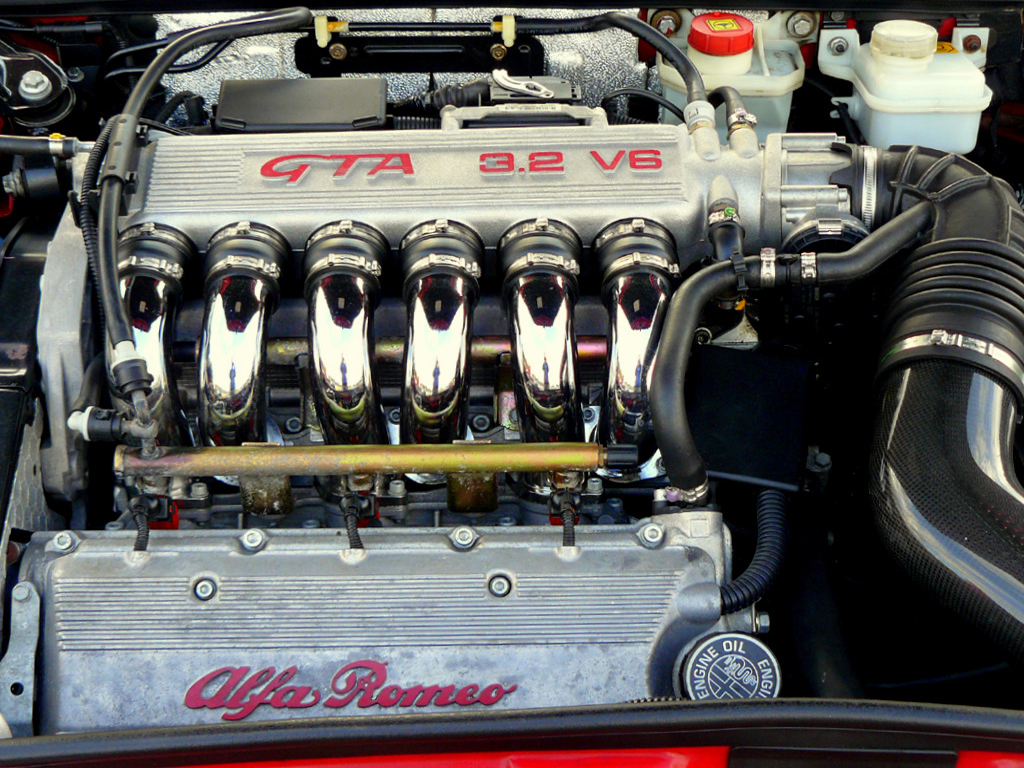
Motore 3.2 V6 24V di una Alfa Romeo 147 GTA

A partire dal 2002 il motore V6 24V debuttò con la cilindrata portata a 3,2 litri. Venne da prima montato sulla versione sportiva della 156 denominata "156 GTA" e sulla 147 GTA con potenza di 250 CV, le quali rispettivamente raggiungevano i 250 ed i 246 km/h. La 147 divenne la hatchback più potente fino a quel momento. Nel 2003 il 3.2 V6 in versione da 240 cv venne adottato sul restyling della 166 (245 km/h), sulla GT (243 km/h), sulla Spider (243 km/h) e sulla GTV (255 km/h con kit aerodinamico optional) che divenne l'Alfa Romeo stradale più veloce fino alla presentazione nel 2007 della 8C. Anche la Lancia Thesis si pregiò del nuovo V6 con potenza di 230 CV.
I 250 cavalli sono stati ottenuti con un semplice aumento della corsa adottando variatori di fase.
Nel dicembre 2005 risulta terminata la produzione del V6 Busso. La Fiat decise che adeguare alla normativa euro 5, che sarebbe arrivata solo nel 2010, avrebbe richiesto un investimento molto alto e preferì sostituirlo adottando il propulsore 3.2 V6 di origine Holden appositamente rivisto dagli ingegneri Alfa Romeo. Solo nel 2016 - a distanza di quasi 10 anni - il gruppo ritornerà a usare un propulsore V6, questa volta con bancate di 90° e bi-turbo progettato da Gianluca Pivetti, già in forza alla Ferrari, motore che equipaggia la Giulia Quadrifoglio e successivamente anche la Stelvio, con cilindrata di 2,9 litri e potenza di 510 CV.

## Ulteriori sviluppi ed i "BiTurbo"
Gli ingegneri dell'Alfa Romeo hanno lavorato ed ultimato ulteriori versioni del V6 sovralimentato Busso, ma che in un secondo momento non hanno avuto il via per la commercializzazione. Verso la fine del 1992 fu realizzata la versione multivalvole e con punterie idrauliche del 2.0 V6 Turbo. La nomenclatura visibile su qualche esemplare era "TB V6 24v". Tale propulsore era dedicato in un primo momento alla 164 Super e successivamente alla GTV e 166. La potenza annunciata era tra i 230 ed i 250 cavalli a 6250 giri, con picchi superiori in overboost.
A metà anni 90 era pronto e collaudato il 2.5 V6 con due turbocompressori (uno per bancata). Era previsto in particolar modo per l'attesa 166 Q4 che si faceva annunciare con una potenza di 270 CV. Il pubblico ebbe modo di vederlo in modo statico soltanto sulla concept Nuvola presentata al Salone di Parigi nel 1996. In questo caso la potenza dichiarata era di 300 CV a 6000 giri e la velocità raggiungibile per questa vettura era di 280 km/h.
Nello stesso anno fu la volta del 3.0 V6 24 BiTurbo. Anche in questa configurazione vi era un turbocompressore per bancata. Le potenze attese per la commercializzazione erano a partire dai 340 CV. Il prototipo Scighera si pregiò di questo propulsore ma dalla potenza dichiarata di 410 CV a 7500 giri. In tale configurazione la velocità dichiarata di questa sportiva era di ben 299 km/h.
Ultimo sviluppo ufficiale di questo propulsore è stato il 3.5 aspirato che equipaggiava la 156 GTAm presentata al Motor Show di Bologna nel 2002.  La cubatura esatta era di 3.548 cm³ e la potenza dichiarata era di 300 CV.

## Il motore nelle competizioni

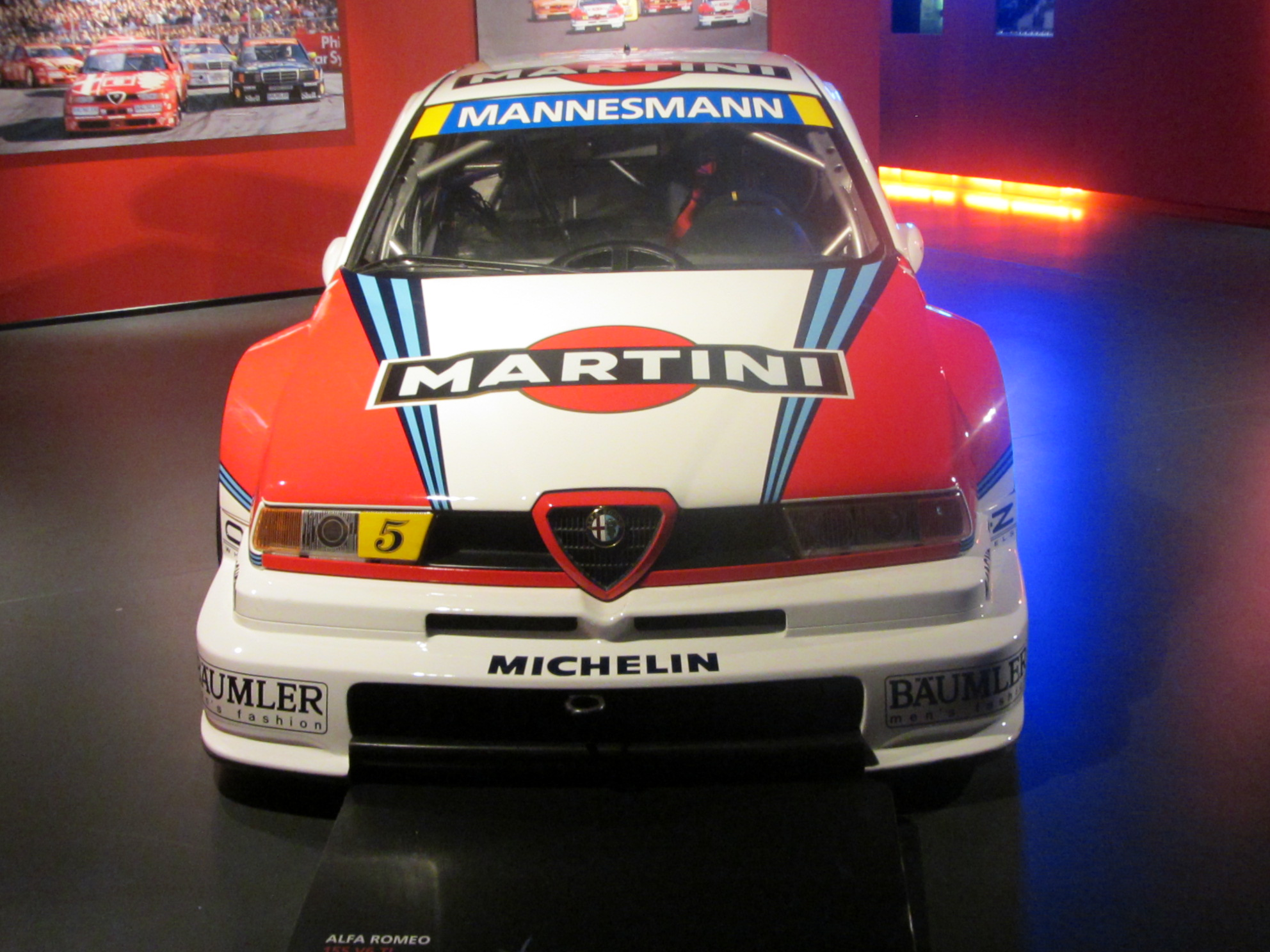
L'Alfa Romeo 155 V6 TI conservata al Museo dell'automobile di Torino

La massima "evoluzione" del V6 progettato da Giuseppe Busso è costituita dall'unità montata sulla 155 V6 TI che ha vinto il Deutsche Tourenwagen Meisterschaft 1993 (DTM) con Nicola Larini, e che disputò anche l'International Touring Car Championship (ITC) con le vetture nella livrea Martini. Hanno corso con la 155 DTM/ITC Alessandro Nannini, Gabriele Tarquini, Stefano Modena, Christian Danner e Michael Bartels oltreché un promettente Giancarlo Fisichella.
In seguito il "Busso" venne sostituito da un V6 con angolo di bancata pari a 90°, derivato dal propulsore PRV montato sulla Lancia Thema V6. Il regolamento DTM dell'epoca, infatti, prevedeva che il motore da competizione dovesse avere lo stesso interasse tra i cilindri e lo stesso angolo di bancata di un motore montato su una vettura della "casa": dato che nella seconda metà degli anni Ottanta, immediatamente all'entrata di Alfa Romeo nel gruppo Fiat, per breve tempo il marchio di Arese non era più esistito come società a sé stante a livello finanziario, ma era stato unito alla Lancia a formare l'Alfa-Lancia Industriale, di fatto in quel lasso di tempo la casa milanese si era ritrovata a produrre anche vetture del marchio torinese, potendo così attingere liberamente alla tecnologia di Chivasso. Venne comunque omologato anche il motore V8 montato sull'Alfa Romeo Montreal, come pretesto per motivi di marketing; la cosa rimase nascosta fino a un'intervista concessa ad anni di distanza dall'ingegnere Sergio Limone.
Il V6 "Busso" è stato utilizzato fino all'inizio degli anni 2000 anche in competizioni FIA GT come propulsore della Gillet Vertigo, nonché su numerosi prototipi come le Lucchini del Campionato Italiano Prototipi.

## La fine
Questo motore, in versione 3.2 è stato l'ultimo componente realizzato nello storico Stabilimento Alfa Romeo di Arese dove tra l'altro la produzione di vetture Alfa Romeo venne interrotta nel 2000. Il 30 settembre 2004, Sergio Marchionne chiude la Meccanica di Arese e con essa la produzione del V6.
Si era paventata inoltre la possibilità da parte della Cosworth di rilevare le catene di montaggio del sei cilindri per continuarne la produzione del V6 di Arese e venderlo a Case terze (si era vociferato di case asiatiche), ma anche di continuare le forniture alla Fiat. Quest'ultima ha rifiutato questa soluzione, dovendo smantellare le linee di produzione e porre fine al V6 di Arese. Per continuare la produzione di Alfa 166 3.2, GTV e Spider 3.2 e Gt 3.2, la Meccanica di Arese prima di essere chiusa ne ha prodotti più di 10 mila unità.
Nel 2005 Pininfarina cessa la produzione di GTV e Spider 916 in favore della nuova Brera e Spider 939, nel aprile del 2007 Mirafiori cessa la produzione della 166, e nel giugno del 2007 Pomigliano d’Arco cessa la produzione dell’Alfa Gt 3.2, essendo esauriti le unità di questo motore stoccate nel 2004.
Il V6 è stato l’ultimo motore prodotto da Alfa Romeo.

Nonostante la produzione sia cessata ci sono ancora vetture che nascono con questo motore sotto il cofano; una di queste è stata l'Alfa Romeo Sbarro Diva, un prototipo di coupé sportiva molto leggera con massa dichiarata di 1000 kg e potenza dichiarata di 290 CV, realizzato in collaborazione con la carrozzeria di Franco Sbarro e presentato al Salone dell'automobile di Ginevra 2006. Ma la Diva non è stata l'unica, anche la Monte Carlo Automobile Quadrifuel del 2010 è stata concepita con questo motore, in versione potenziata a 300 CV ma con la caratteristica di poter essere alimentato con 4 diversi tipi di carburanti alternativi.

## Riepilogo caratteristiche

### Versioni commercializzate
| Cilindrata | Alimentazione | Valvole | Sovralimentazione | Range potenze in cavalli | Periodo Commercializzazione | Installazione modelli |
| 2.5        | carburatori   | 12      | -                 | 158                      | 1978-1982                   | Alfa 6 |
| 2.5        | iniezione     | 12      | -                 | 156-165                  | 1983-1996                   | Alfa 6, Alfa 90 Q.O., Alfetta GTV6 2.5, 155 V6, Alfa 75 Q.V./Milano, Fiat Croma 2.5, Rayton Fissore Magnum V6                                                              |
| 2.0        | carburatori   | 12      | -                 | 132-136                  | 1983-1986                   | Alfa 6 |
| 2.0        | iniezione     | 12      | -                 | 132                      | 1985-1987                   | Alfa 90 2.0 V6 CEM |
| 2.0        | iniezione     | 12      | Turbo             | 201-235                  | 1991-2000                   | 164 V6 Turbo, 164 Super V6 TB, 166 Super 2.0 V6 TB, Gtv 916(1ªserie) V6 TB, Gtv V6 TB Alfa Corse, Gtv 916 (2ª serie) V6 TB L, Spider 916 (2ª serie) 2.0 V6 TB.             |
| 3.0        | iniezione     | 12      | -                 | 175-207                  | 1987-1999                   | Alfetta GTV 3.0 V6, Alfa 75 3.0 V6, 164 3.0 V6, 164 Q.V.'90, Spider (916) 3.0 V6, Lancia Thema 3.0 V6, S.Z., R.Z.                                                          |
| 2.5        | iniezione     | 24      | -                 | 188-190                  | 1997-2004                   | 156 V6 24v, 166 2.5 V6 |
| 3.0        | iniezione     | 24      | -                 | 210-232 (260 prototipo*) | 1992-2003                   | 164 V6 24v, 164 Proteo *(prototipo), 164 Q.V.'93, 164 Q4, GTV (916) 3.0 V6 24v, Spider (916) 3.0 V6 24v, 166 3.0 V6 24v, Lancia Kappa e Thesis 3.0 V6 24v, Gillet Vertigo. |
| 3.2        | iniezione     | 24      | -                 | 230-250 (290 concept*)   | 2002-2006                   | 147 GTA, 156 GTA, GT 3.2 V6 24v, 166 3.2 V6, Gtv (916) 3.2 V6 24v, Spider (916) 3.2 V6 24v, Diva concept* Lancia Thesis 3.2 V6                                             |

### Versioni prototipali non prodotte in serie
| Cilindrata | Alimentazione | Valvole | Sovralimentazione | Potenza in cavalli | Anno realizzazione | Installazione o destinazione modelli        |
| 2.0        | iniezione     | 24      | Turbo             | 230-250            | n.d.               | 164 V6 TB 24v, 166 V6 TB 24v, Gtv TB V6 24v |
| 2.5        | iniezione     | 24      | BiTurbo           | 270-300            | 1996               | 166 Q4, Nuvola, Gtv Q                       |
| 3.0        | iniezione     | 24      | BiTurbo           | 340-410            | 1997               | Scighera                                    |
| 3.5        | iniezione     | 24      | -                 | 300                | 2002               | 156 GTAm                                    |